# Antoinette d'Albert de Luynes
Antoinette d'Albert de Luynes, född okänt år, död 1644, var en fransk hovfunktionär. Hon var dame d'atour till Frankrikes drottning Anna av Österrike från 1615 till 1626. 

## Biografi
Antoinette d'Albert de Luynes var dotter till Honoré d'Albert, seigneur de Luynes, och Anne de Rodulph syster till Charles d'Albert de Luynes, och gifte sig 1605 med Barthélémy, seigneur de Vernet, och 1628 med Henri-Robert de La Marck (1575–1652), hertig de Bouillon. Hon gifte sig för första gången med en man långt under hennes status sedan hon, som det kallades, hade förstört sitt rykte.
När kungen gifte sig år 1615 fick hon tack vare sin bror, som var kungens gunstling och rådgivare, den näst viktigaste posten i den nya drottningens hushåll, medan hennes make blev guvernör i Calais. I verkligheten skötte hon dock inte posten förrän 1619, eftersom hon fram till det året, i likhet med de flesta franska medlemmarna av Annas hov, fick dela plats med hennes spanska hovfunktionärer. 1619 utvisades dock Annas spanska följe och hon fick på allvar inträda i tjänst.
Antoinette d'Albert de Luynes var ett av vittnena kungen förhörde under undersökningen av skandalen kring det misstänkta äktenskapsbrottet mellan Anna och hertigen av Buckingham. Det framkom av vittnesmålen att hon som dame d'atour hade försummat sin plikt att vaka över drottningen enligt kungens synsätt genom att ge Anna och hertigen tillfälle att bli ensamma, och hon blev därför avskedad av kungen.